# Mascagnia violacea
Mascagnia violacea là một loài thực vật có hoa trong họ Malpighiaceae. Loài này được (Triana & Planch.) Nied. mô tả khoa học đầu tiên năm 1908.